# På lidande byggd är Guds kyrka
På lidande byggd är Guds kyrka är en psalm om martyrerna, avsedd för den helige Stefanus' dag, av Lars Thunberg 1983, efter Samuel Gabrielsson 1929 ("O Gud, för de trogna martyrer"). 
Melodin är medeltida, i en form från Wittenberg 1542, samma som till Nu tystne de klagande ljuden.

## Publicerad som
- Nr 163 i Den svenska psalmboken 1986 under rubriken "Övriga helgdagar: Annandag Jul eller den helige Stefanos dag".

Samuel Gabrielssons ursprungliga text O Gud, för de trogna martyrer återfinns (lätt reviderad?) i:
- Nr 150 i 1937 års psalmbok under rubriken "Alla helgons dag".
- Nr 132 i Finlandssvenska psalmboken 1986 med titelraden "O Herre för trogna martyrer", under rubriken "Alla helgons dag".